# Prionolabis oritropha
Prionolabis oritropha är en tvåvingeart som först beskrevs av Alexander 1928.  Prionolabis oritropha ingår i släktet Prionolabis och familjen småharkrankar.
Artens utbredningsområde är Taiwan. Inga underarter finns listade i Catalogue of Life.